# Ștefan Tomșa I
Ștefan Tomșa I (n.  ? – d. 5 mai 1564, Lwów, voievodatul Ruteniei⁠(d), Regatul Poloniei) a fost domn în Moldova între august 1563 și martie 1564. 

## Domnie
Boier cu funcția de hatman, Tomșa, a fost ales ca domn de boierii răsculați împotriva aventurierului Despot Vodă. Refugiat în Cetatea Sucevei, Despot a rezistat la un asediu de trei luni, după care a fost abandonat de mercenarii săi. Cronicarul Grigore Ureche nota: ... îmbrăcatu domnéște au ieșit afară din cetate, mai sus de Suceava, la Aréni, unde era țara adunată și să închină Tomșii. Această atitudine teatrală nu l-a impresionat pe Ștefan Tomșa, care, după ce l-a mustrat pentru fărădelegile săvârșite, l-a lovit cu buzduganul, ucigându-l. Nu cu mult timp înainte îl prinsese și-l trimise la Constantinopol și pe hatmanul cazacilor Dimitrie Visnieviețchi, care trăgându-se dintr-o soră a lui Petru Rareș, intrase în Moldova tot pentru tron.
În vremea domniei, Tomșa și-a luat numele de Ștefan. Turcii nu au vrut să-l recunoască însă și l-au numit pe Alexandru Lăpușneanu ca domn pentru a doua oară. Tomșa neputând să se mențină pe tron, a fugit în Polonia, unde regele Sigismund II pentru a-i mulțumi pe turci, a pus să i se taie capul în mai 1564 la Liov, sub pretextul că Tomșa a făcut niște prădăciuni în Polonia, la începutul domniei lui. Este înmormântat în biserica ortodoxă din Liov (Lwów).
În scurta sa domnie, Ștefan Tomșa a bătut monedă, dinari de tipul și cu reprezentările dinarilor maghiari contemporani, în sistemul instaurat în prima domnie a lui Alexandru Lăpușneanu.